# Rezolucja Rady Bezpieczeństwa ONZ nr 2428
Rezolucja Rady Bezpieczeństwa ONZ nr 2428 została przyjęta 13 lipca 2018 roku.
Rada przedłużyła w niej embargo na broń wobec Sudanu Południowego do 31 maja 2019 r.